# Lagen om projektion
Lagen om projektion är inom medicinen den princip som säger att hjärnan tolkar de signaler som når den i "god tro", det vill säga att de uppkommit av den stimluering nervtråden varit tänkt för.
Detta eftersom hjärnan upprätthåller de sensoriska signalernas modalitet/lokalisering genom att den ”vet” vilken nervtråd som leder en viss information, och den måste då också tolka alla aktionspotentialer som kommer via ett visst axon som att det orsakats av rätt stimulering (till exempel ljud för hörselceller, ljus för synceller, skada i vävnaden för nociceptorer med mera) oavsett om så är fallet eller inte.